# Tachina barbata
Tachina barbata är en tvåvingeart som beskrevs av Zimin 1984. Tachina barbata ingår i släktet Tachina och familjen parasitflugor. Inga underarter finns listade i Catalogue of Life.